# Euxoa latebrosa
Euxoa latebrosa är en fjärilsart som beskrevs av Corti 1931. Euxoa latebrosa ingår i släktet Euxoa och familjen nattflyn. Inga underarter finns listade i Catalogue of Life.